# Butts Creek Point Fire Lookout
Le Butts Creek Point Fire Lookout est une tour de guet du comté d'Idaho, dans l'Idaho, aux États-Unis. Situé au sommet de la Butts Creek Point, dans les Salmon River Mountains, il est protégé au sein de la forêt nationale de Salmon-Challis. Il est par ailleurs inscrit au Registre national des lieux historiques depuis le 28 décembre 2018.